# Wills Point
Wills Point – miasto w Stanach Zjednoczonych, w stanie Teksas, w hrabstwie Van Zandt.